# بروس بير
بروس بير هو سياسي كندي، ولد في 19 أغسطس 1910 في كندا، وتوفي في 12 يناير 1998. حزبياً، نشط في الحزب الليبرالي الكندي. وقد انتخب عضو مجلس العموم الكندي.